# Иванюта, Анна Логвиновна
Анна Логвиновна Иванюта (1929—2008) — советский передовик производства в сельском хозяйстве. Герой Социалистического Труда (1966).

## Биография
Родилась 13 сентября 1929 года в деревне Большие Фоминки Смоленской губернии в крестьянской белорусской семье.
Окончила семилетнюю школу. В 1944 году начала трудовой путь в колхозе «Россия» Толочинского района Витебской области Белорусской ССР — полеводом льноводческого звена.
С 1954 года А. Л. Иванюта возглавила льноводческое звено этого колхоза. За короткое время в совершенстве овладела передовым опытом в выращивании, в обеспечении высокого качества и рекордных урожаях льна. А. Л. Иванюта за высокое качество своей продукции в разное время награждалась медалями ВДНХ, в том числе — тремя золотыми, одной серебряной и шестью бронзовыми.
23 апреля 1966 года Указом Президиума Верховного Совета СССР «за большие успехи в увеличении производства и заготовок льна» Анна Логвиновна Иванюта была удостоена звания Героя Социалистического Труда с вручением Ордена Ленина и золотой медали «Серп и Молот».
Помимо основной деятельности А. Л. Иванюта избиралась членом Совета колхозников Белорусской ССР. С 1984 года — персональный пенсионер союзного значения.
Умерла 18 января 2008 года в городе Толочин, Белоруссия.

## Награды
- Медаль «Серп и Молот» (23.04.1966)
- Орден Ленина (1966)
- Медаль «За доблестный труд в Великой Отечественной войне 1941—1945 гг.»
- Десять Медалей ВДНХ